# Чемпіонат Південної Америки з футболу 1919
Чемпіонат Південної Америки з футболу 1919 року — третій розіграш головного футбольного турніру серед національних збірних Південної Америки. Турнір відбувався в Ріо-де-Жанейро з 11 по 29 травня 1919 року. Переможцем стала Бразилія, що обіграла у фінальному матчі Уругвай. Цей матч став найтривалішим за часом в історії чемпіонатів і Кубків Америки, оскільки основний час гри завершився внічию 0:0, і було призначено додатковий час, що складався з чотирьох таймів по 15 хвилин.
У матчі між збірними Уругваю та Чилі (2:0) смертельну травму отримав воротар уругвайців Роберто Чері, який помер у лікарні 30 травня. КОНМЕБОЛ заснувала Кубок Роберто Чері, який 1 червня (тобто через три дні після закінчення «золотого матчу») розіграли між собою збірні Бразилії та Аргентини. Бразильці вийшли на гру в чорно-жовтих футболках «Пеньяроля» (клубу Чері), а аргентинці — в небесно-блакитних футболках збірної Уругваю. Переможця виявити не вдалося — команди зіграли 2:2, після чого передали трофей на вічне зберігання в штаб-квартиру «Пеньяроля».

## Формат
Відбірковий турнір не проводився. Чотири учасники, Аргентина, Бразилія, Чилі і Уругвай, мали провети один з одним матч за круговою системою. Переможець групи ставав чемпіоном. Два очки присуджувались за перемогу, один за нічиєю і нуль за поразку. У разі рівності очок у двох лідируючих команд призначався додатковий матч.
Всі матчі були зіграні на стадіоні Ларанжейрас у Ріо-де-Жанейро місткістю 20 000 місць.

## Підсумкова таблиця
| Збірна    | І | В | Н | П | ГЗ | ГП | Р   | О |
| --------- | - | - | - | - | -- | -- | --- | - |
| Бразилія  | 3 | 2 | 1 | 0 | 11 | 3  | +8  | 5 |
| Уругвай   | 3 | 2 | 1 | 0 | 7  | 4  | +3  | 5 |
| Аргентина | 3 | 1 | 0 | 2 | 7  | 7  | 0   | 2 |
| Чилі      | 3 | 0 | 0 | 3 | 1  | 12 | −11 | 0 |

## Матчі
| 11 травня 1919 |

| Бразилія                                          | 6–0 | Чилі |
| ------------------------------------------------- | --- | ---- |
| Фріденрайх 19', 38', 76' Неко 21', 83' Аролдо 79' |     |      |

| Ларанжейрас, Ріо-де-Жанейро Арбітр: Хуан Педро Барбера (Аргентина) |

| 13 травня 1919 |

| Аргентина                    | 2–3 | Уругвай                                  |
| ---------------------------- | --- | ---------------------------------------- |
| Ісагірре 34' Варела 79' (аг) |     | К. Скароне 19' Е. Скароне 23' Градін 85' |

| Ларанжейрас, Ріо-де-Жанейро Арбітр: Роберт Л. Тодд (Англія) |

| 17 травня 1919 |

| Уругвай                     | 2–0 | Чилі |
| --------------------------- | --- | ---- |
| К. Скароне 31' Х. Перес 43' |     |      |

| Ларанжейрас, Ріо-де-Жанейро Арбітр: Аділтон Понтеадо (Бразилія) |

| 18 травня 1919 |

| Бразилія                         | 3–1 | Аргентина    |
| -------------------------------- | --- | ------------ |
| Ейтор 22' Амілкар 57' Міллон 77' |     | Ісагірре 65' |

| Ларанжейрас, Ріо-де-Жанейро Арбітр: Роберт Л. Тодд (Англія) |

| 22 травня 1919 |

| Аргентина                        | 4–1 | Чилі       |
| -------------------------------- | --- | ---------- |
| Кларк 10', 23', 62' Ісагірре 13' |     | Франке 33' |

| Ларанжейрас, Ріо-де-Жанейро Арбітр: Жоакін Антоніо Лейте ді Кастро (Бразилія) |

| 26 травня 1919 |

| Уругвай                   | 2–2 | Бразилія      |
| ------------------------- | --- | ------------- |
| Градін 13' К. Скароне 17' |     | Неко 29', 63' |

| Ларанжейрас, Ріо-де-Жанейро Арбітр: Роберт Л. Тодд (Англія) |

### Додатковий матч
| 29 травня 1919 |

| Бразилія        | 1–0 (д.ч.)* | Уругвай |
| --------------- | ----------- | ------- |
| Фріденрайх 122' |             |         |

| Ларанжейрас, Ріо-де-Жанейро Арбітр: Хуан Педро Барбера (Аргентина) |

## Чемпіон

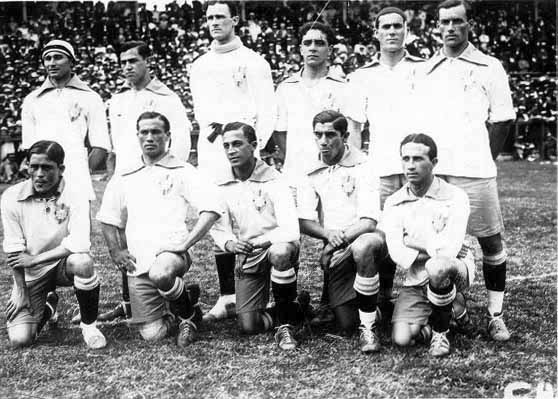
Збірна Бразилії — переможці турніру 1919 року.

| Чемпіон Південної Америки 1919 |
| ------------------------------ |
| Бразилія 1-й титул             |

## Найкращі бомбардири
4 голи
- Артур Фріденрайх
- Неко

3 голи
- Едвін Кларк
- Карлос Ісагірре
- Карлос Скароне

2 голи
- Ісабеліно Градін